# Cyrtandra ferripilosa
Cyrtandra ferripilosa är en tvåhjärtbladig växtart som beskrevs av Harold St.John. Cyrtandra ferripilosa ingår i släktet Cyrtandra och familjen Gesneriaceae. Inga underarter finns listade i Catalogue of Life.